# マイケル・ジャクソンの真実 〜緊急独占放送 密着240日〜
『マイケル・ジャクソンの真実〜緊急独占放送 密着240日〜』（Living with Michael Jackson）とは、イギリスのジャーナリストであるマーティン・バシールによる、マイケル・ジャクソンのドキュメンタリー番組である。マイケル・ジャクソン裁判の発端となったことで知られる。

## 反響の広まり
2003年に、アメリカの大手テレビネットワークのABCテレビなどが、ドキュメンタリー番組「Living with Michael Jackson」を放送した。
マイケルは友人のユリ・ゲラーからマーティン・バシールを紹介された。バシール側からの「番組の収益は慈善団体に寄付する」との提案に賛同したマイケルは取材を快諾。8ヵ月間の密着取材に無償で出演した（紹介に際し、ユリ・ゲラーはバシール側から20万$の謝礼を受け取っており、放送後にマイケルと疎遠になっている）。
マイケルへのインタビューや私生活の密着などを含み、赤裸々な内容が世界中で大きな話題となった。英国（2月3日）では53.9 %という超高視聴率を記録し、1,400万世帯が視聴した。オーストラリア（2月4日）では200万世帯以上が視聴、同国のテレビ史上最も多くの視聴者を獲得した番組となった。オランダ（2月4日）でも140万世帯が視聴し、20.4 %という高視聴率を記録。アメリカABC（2月6日）でも、およそ2,710万世帯が視聴し、18.7 %という高視聴率を記録。番組終了後に放送されたマイケルに関する内容を盛り込んだ「Primetime Live」の特番もおよそ2,350万世帯が視聴した。2月13日にはイスラエルでもKeshet TVで放送され63万世帯に視聴され、28.4 %の視聴率を記録した。
日本においても、2月24日（月）21時 - 23時9分に『スーパーテレビ情報最前線』（日本テレビ系）の特別版「マイケルジャクソンの真実」として放送され、関東地区で22.6 %、関西地区で25.9 %、瞬間最高視聴率27.8 %という高視聴率を記録し、関心の高さを証明した。
この番組の放映後、世界各国でマイケルのアルバムが売れ、イギリスでは5 - 10倍の売り上げの伸び率を記録した。その影響は大きく、番組が放映されなかったポーランドでも2月には『Invincible』が月間最多売り上げアルバムになった。

## 反証番組
この番組に対し、FOXが反証番組「The Michael Jackson Interview: The Footage You Were Never Meant To See」（2月20日）を作り、こちらもアメリカだけで1,410万世帯が視聴した。これはバシールが行ったインタビューの様子を同時に撮影したマイケルのプライベートカメラの映像を元に作成された番組だが、マイケル自身は編集に関与していない。
日本ではフジテレビが「裏切られたマイケル・ジャクソン～未公開テープが語る真実」（3月8日）として放送し、関東地区で15.9 %の高視聴率を記録した。ただし元の番組・反証番組のいずれも、日本での放映はカットシーンが多い。

## マイケルからの提訴
番組放映後、マイケル側は「自分が意図しない編集がされ、意図的にイメージを歪められ、非公開と約束したカットを放映された」として、製作したイギリスのTV局やバシールを提訴した。
カットされたシーンの多くが「Take2」として、後のマイケル・ジャクソン裁判において弁護側から提出され、マイケルがバシールに騙され利用された証拠として法廷内で放映された。その中で、執拗かつ辛辣とも思えるバシールの質問に実直に答えるマイケルの姿が評価される結果となった。

## マイケル・ジャクソン裁判
この番組を見たという学校関係者を名乗る精神科医から「大人が子供と寝たがるのは問題だ」と通報があった。そのため郡警察は番組内でマイケルと映り、インタビューに応じた少年ギャヴィン・ヴェンチュラ=アルヴィーゾウとその家族から事情聴取を行った。少年からは「僕がマイケルと一緒に寝たいと言ったたんだ。ベッドに一緒になど寝たことはない。マイケルはベッドを譲ってくれて床で寝た」、母親からは「息子の末期癌を救ってくれた。一緒に住もうとまで言ってくれた。私たち家族にとって家族以上の人」などの発言があり、いったんは事件性なしとした。
しかしその後、少年とその家族らの証言が一転し「性的虐待を受けた」と告発され、裁判へと発展した。アルヴィーゾウ家は他のセレブリティなどにも病を理由に高額な金品を強請っており、他にも狂言などを行っていたとされている。母親は後に、別件で詐欺を行ったとして逮捕され有罪が確定している。
取材中のバシールは、マイケルやネバーランドの在り方を賞賛し、マイケルに理解を示し共鳴する姿勢を見せていたが、放映された番組内ではマイケルを批判する自らのナレーションを多用し、インタビューの脈絡を無視して編集したことがマイケル・ジャクソン裁判で露見した。バシールは裁判に検察側証人として出廷しているが、取材中に「ジャクソン被告のいかなる犯罪行為も目撃していない」としながらも多くの発言を避けた。裁判の際に『ニューヨーク・タイムズ』はバシールについて「同情の仮面を被りながら、平気で私利私欲に走った」と記した。
バシールはセレブリティのインタビューを多数行っているが、強引な手法を用いて取材し偏った編集をしたとして、本国イギリスの放送管理委員会より制裁処置を受けており、民事訴訟も提起されている。